# Saint-Martin-de-Laye
Saint-Martin-de-Laye település Franciaországban, Gironde megyében. Lakosainak száma 546 fő (2022. január 1.). Saint-Martin-de-Laye Bayas, Bonzac, Guîtres, Maransin, Sablons és Saint-Martin-du-Bois községekkel határos.

## Népesség
A település népessége az elmúlt években az alábbi módon változott:
| Lakosok száma | 263  | 361  | 359  | 444  | 544  | 541  | 544  | 550  | 551  | 546  |
|               | 1968 | 1982 | 1990 | 2006 | 2013 | 2015 | 2017 | 2019 | 2020 | 2022 |